# RIKEN

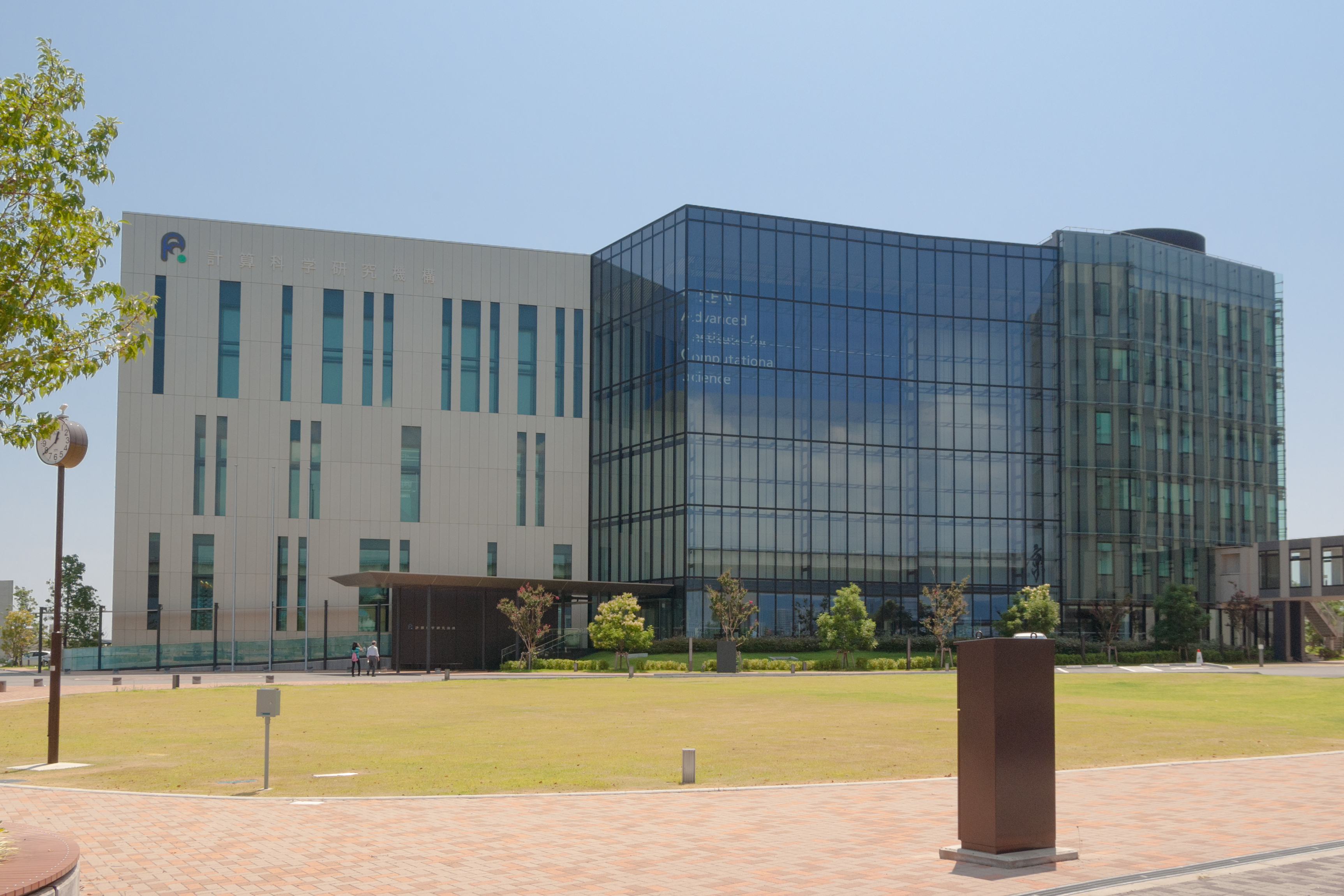
RIKEN

RIKEN (理研) är ett av Japans största forskningsinstitut fördelat på sju orter med huvudcampus i Wakō i Saitama prefektur, strax norr om Tokyo. Institutet grundades 1917 och har nu ungefär 3 000 forskare.
RIKEN är en Dokuritsu gyōsei hōjin  (独立行政法人), en oberoende administrativ institution, med det formella namnet Rikagaku Kenkyusho (理化学研究所). RIKEN bedriver forskning inom flertalet naturvetenskapliga discipliner: fysik, kemi, biologi, medicin, ingenjörsvetenskap och datavetenskap, från grundforskning till praktisk tillämpning. Finansieringen kommer nästan uteslutande från japanska staten, med en årlig budget runt 100 miljarder yen, motsvarande 5 miljarder SEK.
Flera forskargrupper på RIKEN deltar i officiella tekniska och vetenskapliga samarbeten med motsvarande grupper i Sverige, dels bilateralt, dels genom EU och organisationer som OECDs IEA. 

## Några forskare från RIKEN
- Kikunae Ikeda, kemist och upptäckare av natriumglutamat och umami, den femte grundsmaken
- Hantaro Nagaoka, fysiker som föreslog Saturnian-modellen av atomen
- Umetaro Suzuki, kemist som upptäckte vitamin B1
- Yoshio Nishina, ledande atomfysiker som arbetade med Bohr, Einstein, Heisenberg och Dirac
- Shinichiro Tomonaga, Nobelpristagare i fysik år 1965 för sina insatser kring kvantelektrodynamik
- Hideki Yukawa, Nobelpristagare i fysik år 1949 för att han förutsade pionens existens
- Ryoji Noyori, f d president, Nobelpristagare i kemi år  2001